# I conquistatori della Sirte
I conquistatori della Sirte (Tripoli) è un film d'avventura del 1950 diretto da Will Price. È un racconto romanzato della "Battaglia di Derna" durante la Prima guerra barbaresca americana.

## Trama
Mar Mediterraneo, 1805. Gli Stati Uniti sono in guerra: i pirati di Tripoli avevano sfidato la libertà di commercio attraverso i mari attaccando navi mercantili ed esigendo tributi per il libero passaggio. La risposta fu l'invio di navi da guerra per il blocco navale del porto di Tripoli, imbottigliando la flotta dei pirati. All'equipaggio della fregata USS Essex, stanco dopo sei mesi di blocco, arrivò il preavviso di attacco di Tripoli.